# Murghab (Tadjikistan)
Pour la rivière Murghab au Tadjikistan, voir Bartang ; pour la ville d'Afghanistan, voir Murghab (Afghanistan)
Murghab (tadjik : Мурғоб, russe : Мургаб) est une ville du Tadjikistan, chef-lieu du raïon de Murghab dans le Haut-Badakhchan, dans la partie orientale du Pamir. C'est la plus haute ville du pays. Elle est traversée par la route M41 et se trouve sur le cours du Murghab. Elle a été fondée par les Russes en 1893 et d'abord nommée Pamirsky Post.

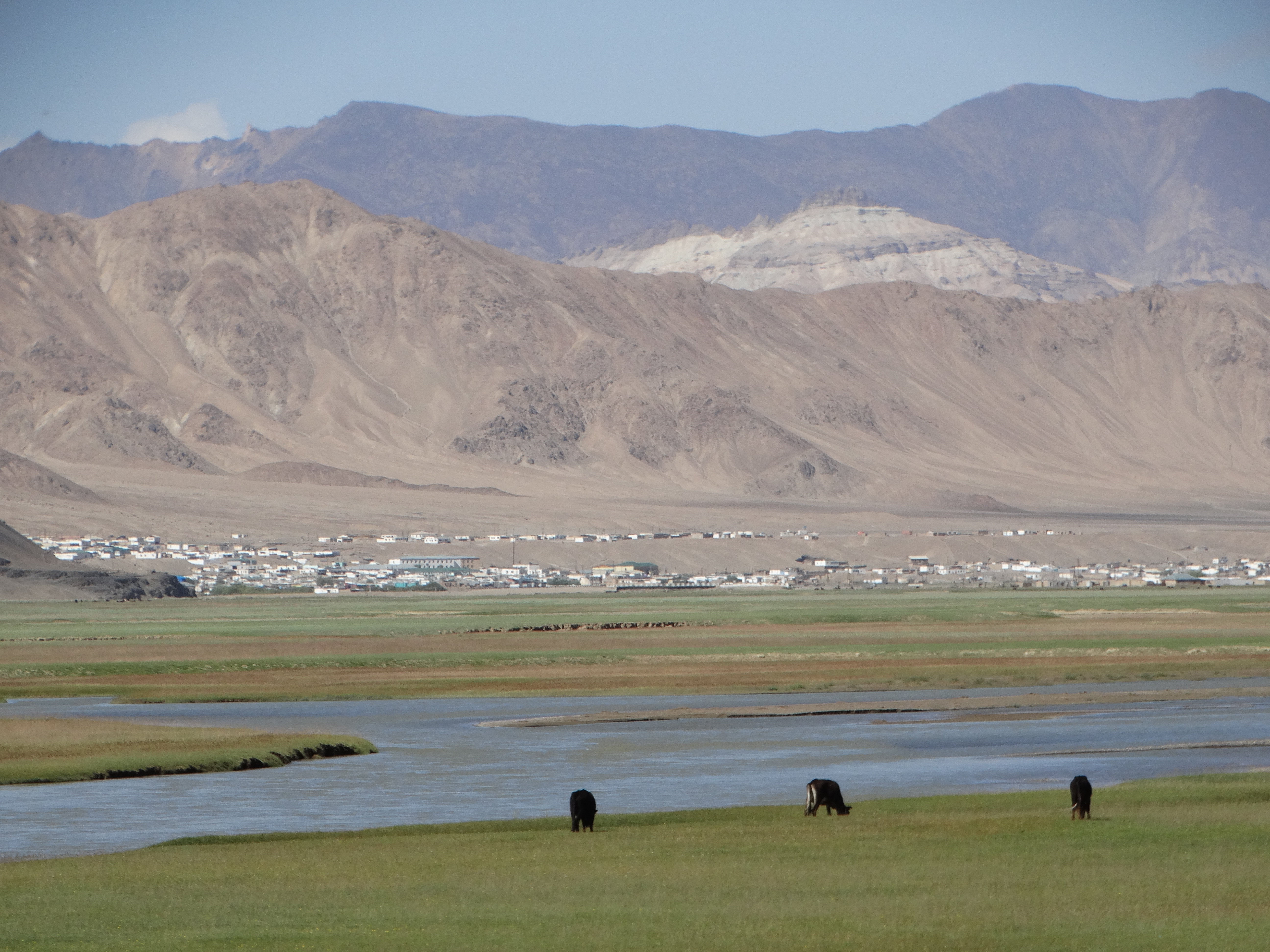
Aperçu général de la ville de Murghab.
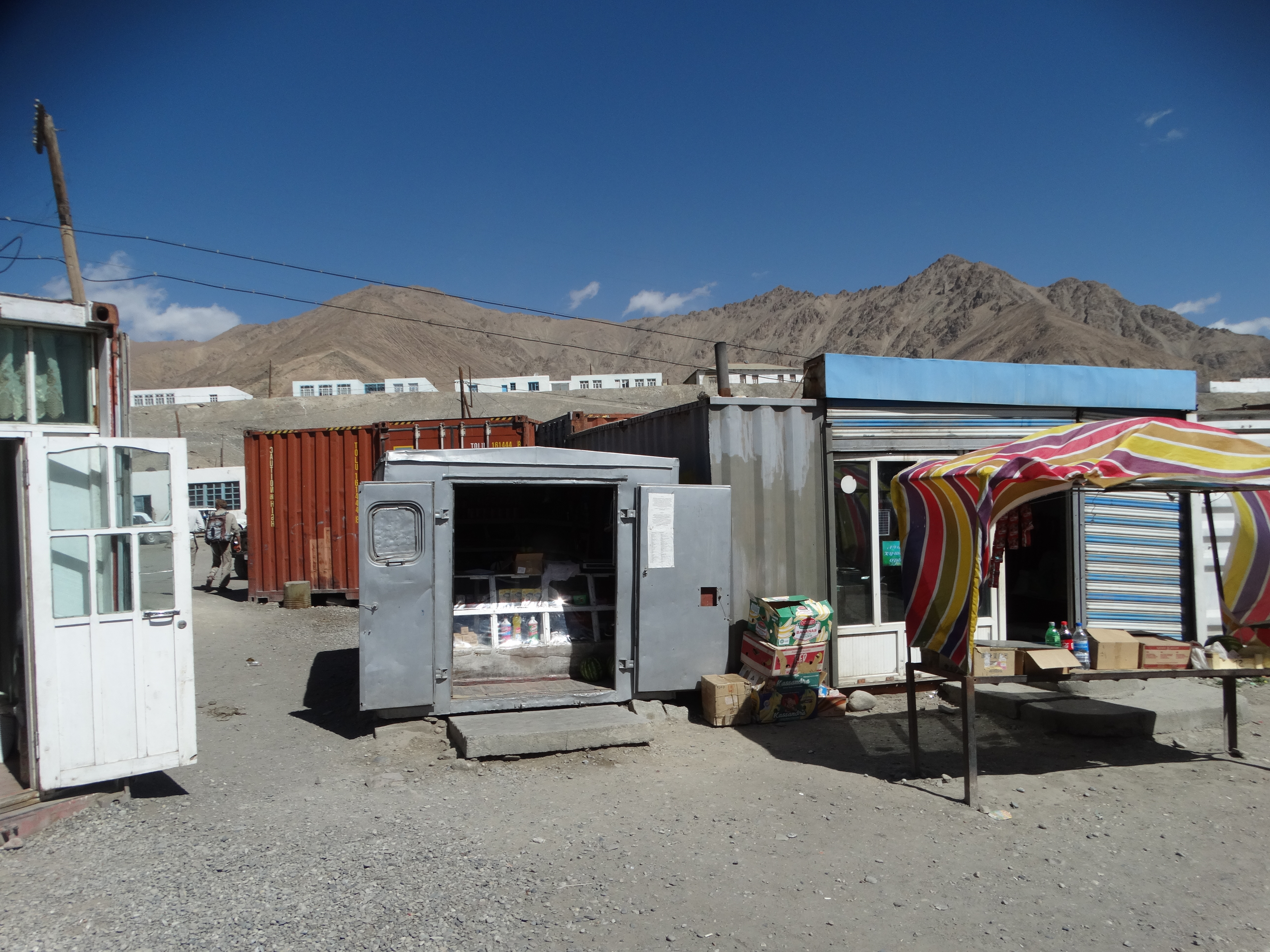
Le marché de Murghab.
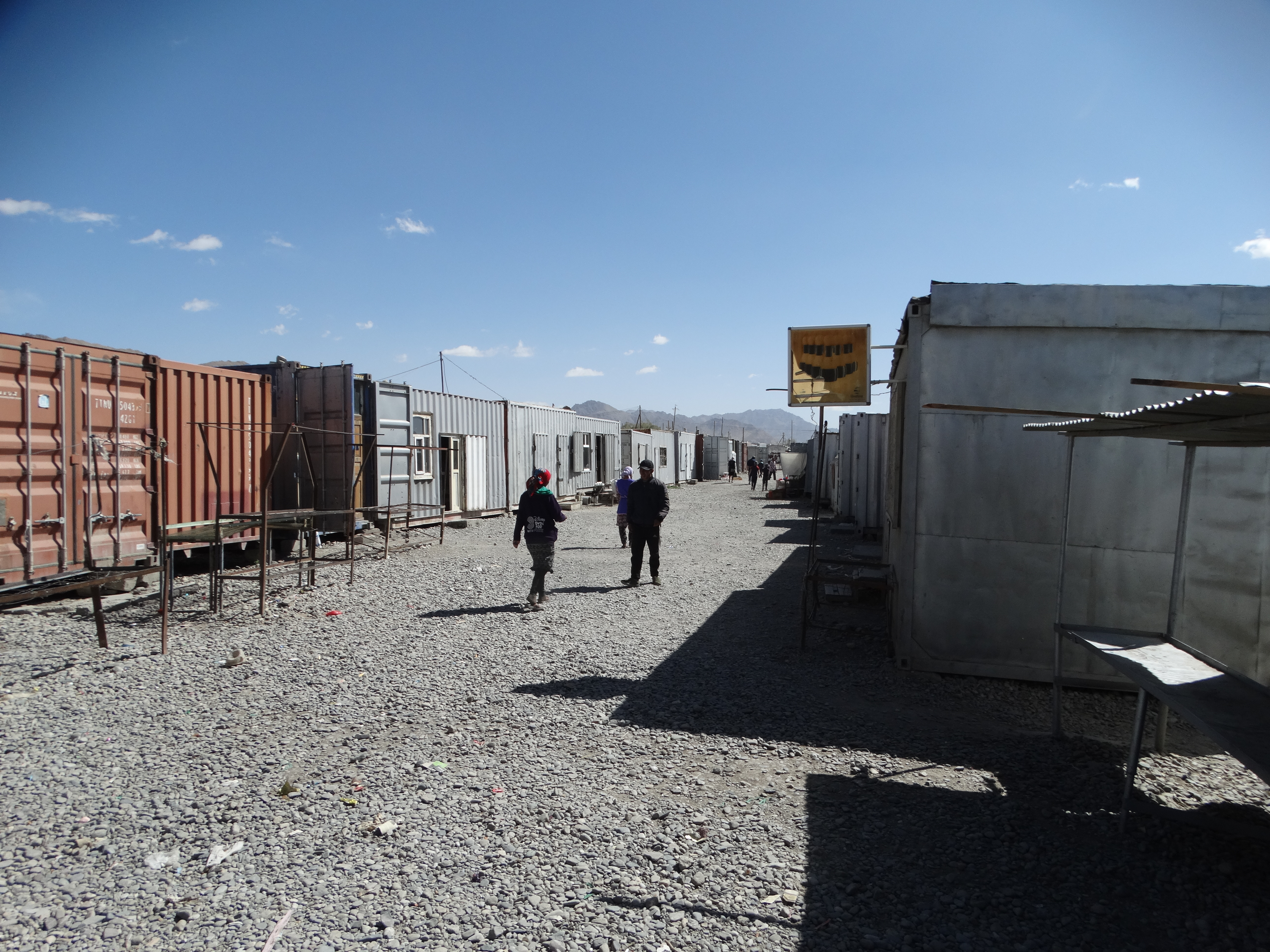
Vue du marché de Murghab.